# Acompus
Acompus is een geslacht van wantsen uit de familie bodemwantsen (Lygaeidae). Het geslacht werd voor het eerst wetenschappelijk beschreven door Franz Xaver Fieber in 1860.

## Soorten
Het genus bevat de volgende soorten:
- Acompus laticeps Ribaut, 1929
- Acompus pallipes (Herrich-Schäffer, 1834)
- Acompus rufipes (Wolff, 1804)